# 瓜拉内西亚
瓜拉内西亚是巴西米纳斯吉拉斯州的一个市镇。总面积294.007平方公里，总人口18147人，人口密度61.7人/平方公里。